# Élections sénatoriales camerounaises de 2023
Les élections sénatoriales camerounaises de 2023 ont lieu le 12 mars 2023 afin d'élire au suffrage indirect 70 des 100 membres du Sénat camerounais.
Disposant du soutien d'une large majorité des conseillers municipaux et régionaux, le Rassemblement démocratique du peuple camerounais au pouvoir remporte la totalité des sièges.

## Contexte
Les élections sénatoriales de mars 2018 voient la victoire écrasante du Rassemblement démocratique du peuple camerounais (RDPC) du Président de la république Paul Biya, au pouvoir depuis 1982. Le RDPC remporte ainsi 63 des 70 sièges élus par les conseillers municipaux du pays, les 7 restants revenant au Front social démocrate (FSD), le principal parti d'opposition. Le président nomme peu après les 30 sénateurs restants, tous membres du RDPC.
Le RPDC est à nouveau en position de force en 2023, sa victoire aux élections municipales et régionales de 2020 lui assurant le soutien d'une large part du collège électoral. Il dirige ainsi 9 conseils régionaux sur 10, et 317 conseils municipaux sur 360. Seul en lice dans les régions du Sud et du Sud-Ouest, il se voit de plus assuré de remporter au moins quatorze sièges sur 70. Le RPDC bénéficie par ailleurs de la division du principal parti d'opposition, le FSD étant alors en proie à des luttes internes,.
Les conseillers régionaux ayant été élus en décembre 2020, le collège électoral du Sénat camerounais est pour la première fois au complet lors de ces élections. Les précédentes élections en 2018 avaient été organisées avec les seuls conseillers municipaux, eux-mêmes renouvelés lors des élections municipales de 2020,. Le collège électoral se compose ainsi en 2023 des quelque dix mille conseillers municipaux en exercice auxquels s'ajoutent près de neuf cents conseillers régionaux (dont certains sont également conseillers municipaux), soit un total de 11 134 grands électeurs,,.
Un total de dix partis est en lice sur les treize ayant déposé un dossier de candidature. Un important renouvellement des sénateurs est alors attendu, seuls 33 des 63 élus du RDPC étant candidats à leur réélection. Sans réels enjeux, le scrutin doit par contre donner lieu à l'élection du président du Sénat, deuxième personnalité des institutions, chargé d'assurer l'intérim en cas de vacance de la présidence, avant une élection présidentielle organisée dans les 120 jours à laquelle il ne peut participer. Âgé de 88 ans, Marcel Niat Njifenji occupe cette fonction depuis la création effective du Sénat dix ans plus tôt, tandis que la question de la succession de Paul Biya — lui-même âgé de 90 ans — se fait de plus en plus pressante, aucun dauphin potentiel n'ayant jusque-là osé se déclarer,.

## Système électoral
Le Sénat est la chambre haute du parlement bicaméral camerounais. Il est composé de 100 sénateurs renouvelés intégralement tous les cinq ans. Chacune des 10 régions du Cameroun est représentée par dix sénateurs dont sept élus par un collège électoral composé des membres des conseils municipaux et régionaux, soit 70 sénateurs élus. Les trois sénateurs restants de chaque région sont nommés par le président de la République, soit trente sénateurs,.
Dans chaque région, les sièges des sept sénateurs élus sont pourvus selon un système mixte à finalité majoritaire : il s'agit d'un scrutin proportionnel plurinominal combiné à une prime majoritaire attribuée à la liste arrivée en tête. Les électeurs votent pour une liste fermée de candidats, sans panachage ni vote préférentiel. La liste ayant obtenu la majorité absolue des suffrages exprimés remporte l'intégralité des sept sièges à pourvoir dans la région. Si aucune n'atteint cette majorité, la liste arrivée en tête remporte une prime de quatre sièges, et les trois sièges restants sont répartis à la proportionnelle selon la règle du plus fort reste entre toutes les listes ayant franchi le seuil électoral régional de 5 % des suffrages exprimés, y compris la liste arrivée en tête. En cas d'égalité des voix des deux listes en tête, ces dernières reçoivent la moitié de la prime, soit deux sièges chacune.
Le vote des grands électeurs intervient dans les chefs-lieux des départements, à bulletin secret. Il est obligatoire, sous peine de déchéance du mandat de conseiller municipal ou régional. En retour, l'État prend en charge les frais de déplacement et permet le vote par procuration via un autre membre du collège électoral, à raison d'une seule procuration par membre. Les candidats doivent être âges d'au moins quarante ans révolus, avoir la nationalité camerounaise de naissance, résider dans la région où ils se présentent et appartenir à un parti politique.

## Résultats
|                        |                                                            |        |       |      |        |               |  |  |  |  |  |  |  |  |
| Partis                 | Partis                                                     | Votes  | %     | +/-  | Sièges | +/-           |  |  |  |  |  |  |  |  |
|                        | Rassemblement démocratique du peuple camerounais (RDPC)    | 9 316  | 86,56 | 5,43 | 70     | 7             |  |  |  |  |  |  |  |  |
|                        | Union nationale pour la démocratie et le progrès (UNDP)    | 733    | 6,81  | 0,89 | 0      | en stagnation |  |  |  |  |  |  |  |  |
|                        | Union démocratique du Cameroun (UDC)                       | 203    | 1,89  | 0,28 | 0      | en stagnation |  |  |  |  |  |  |  |  |
|                        | Parti camerounais pour la réconciliation nationale (PCRN)  | 116    | 1,08  | Nv   | 0      | en stagnation |  |  |  |  |  |  |  |  |
|                        | Front pour le salut national du Cameroun (FSNC)            | 124    | 1,15  | 0,39 | 0      | en stagnation |  |  |  |  |  |  |  |  |
|                        | Front des démocrates camerounais (FDC)                     | 87     | 0,81  | Nv   | 0      | en stagnation |  |  |  |  |  |  |  |  |
|                        | Union des mouvements socialistes (UMS)                     | 55     | 0,51  | 0,25 | 0      | en stagnation |  |  |  |  |  |  |  |  |
|                        | Mouvement pour la défense de la République (MDR)           | 52     | 0,48  | Nv   | 0      | en stagnation |  |  |  |  |  |  |  |  |
|                        | Front social démocrate (FSD)                               | 40     | 0,37  | 8,24 | 0      | 7             |  |  |  |  |  |  |  |  |
|                        | Alliance nationale pour la démocratie et le progrès (ANDP) | 37     | 3,34  | 3,21 | 0      | en stagnation |  |  |  |  |  |  |  |  |
|                        | Sénateurs nommés                                           |        |       |      | 30     | en stagnation |  |  |  |  |  |  |  |  |
|                        |                                                            |        |       |      |        |               |  |  |  |  |  |  |  |  |
| Votes valides          | Votes valides                                              | 10 763 | 98,52 |      |        |               |  |  |  |  |  |  |  |  |
| Votes blancs et nuls   | Votes blancs et nuls                                       | 161    | 1,48  |      |        |               |  |  |  |  |  |  |  |  |
| Total                  | Total                                                      | 10 924 | 100   | –    | 100    | en stagnation |  |  |  |  |  |  |  |  |
| Abstention             | Abstention                                                 | 210    | 1,89  |      |        |               |  |  |  |  |  |  |  |  |
| Inscrits/participation | Inscrits/participation                                     | 11 134 | 98,11 |      |        |               |  |  |  |  |  |  |  |  |

## Suites
Comme attendu, le Rassemblement démocratique du peuple camerounais conserve sa large majorité au Sénat, allant jusqu'à remporter la totalité des 70 sièges à pouvoir via le collège électoral. Les résultats sont proclamés par le Conseil constitutionnel le 23 mars 2023,,, suivis le 31 mars de la nomination par décret des 30 sénateurs choisis par le président de la république, dont le président sortant du Sénat, Marcel Niat Njifenji,. Parmi ces sénateurs nommés figurent 24 membres du RDPC, un membre du MDR, un membre de l'ANDP, un membre du FSNC, un membre de l'UNDP, un membre de l'UPC et un membre du SDF,,,. La session inaugurale du Sénat intervient le 11 avril suivant,.
Entretemps, Marcel Niat Njifenji se fait réélire le 27 mars à la présidence du Sénat, malgré la tenue à venir d'une nouvelle élection après la prestation de serment des membres de la nouvelle législature,. Il est ainsi réelu le 19 avril par 97 voix pour, un vote nul et deux abstentions.